# 马尼亚克堡
马尼亚克堡（法語：Magnac-Bourg，法語發音：[maɲak buʁ]）是法国新阿基坦大区上维埃纳省的一个市镇，位于该省南部，属于利摩日区。

## 地理
马尼亚克堡（45°37'2"N, 1°25'52"E）面积15.11 平方千米，位于法国新阿基坦大区上维埃纳省，该省份为法国中西部省份，北起顺时针与安德尔省、克勒兹省、科雷兹省、多爾多涅省、夏朗德省和维埃纳省接壤。
与马尼亚克堡接壤的市镇（或旧市镇、城区）包括：格朗日、谢尔维堡、默扎克、圣日耳曼莱贝勒、布勒伊河畔维克。

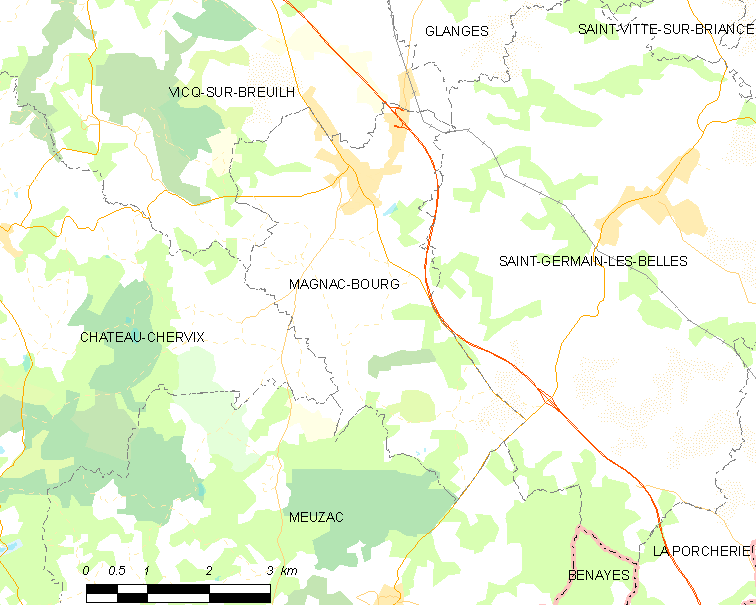
马尼亚克堡的OSM定位图

马尼亚克堡的时区为UTC+01:00、UTC+02:00（夏令时）。

## 行政
马尼亚克堡的邮政编码为87380，INSEE市镇编码为87088。

## 政治
马尼亚克堡所属的省级选区为埃穆捷县。

## 人口

1962-2008年间马尼亚克堡人口变化图示

马尼亚克堡于2022年1月1日时的人口数量为1115人。